# Silmissin (Nandiala)
Pour les articles homonymes, voir Silmissin.
Silmissin est une localité située dans le département de Nandiala de la province du Boulkiemdé dans la région Centre-Ouest au Burkina Faso.

## Santé et éducation
Le village possède un centre d'alphabétisation.